# Carole (Tanz)
Die Carole ist eine mittelalterliche Tanzform, die im Gegensatz zum gesprungenen Reien getreten wurde. Sie entstand in der ersten Hälfte des zwölften Jahrhunderts.
In der französischen Sprache blieb von ihr die Bezeichnung für die Gesangsform Carole, chanson de carole. Carole danse ancienne en forme de ronde accomagnée de chant’s.
In der englischen Sprache blieb von ihr Carol of the Drum, Christmascarol und A Christmas Carol in Prose, von Charles Dickens.

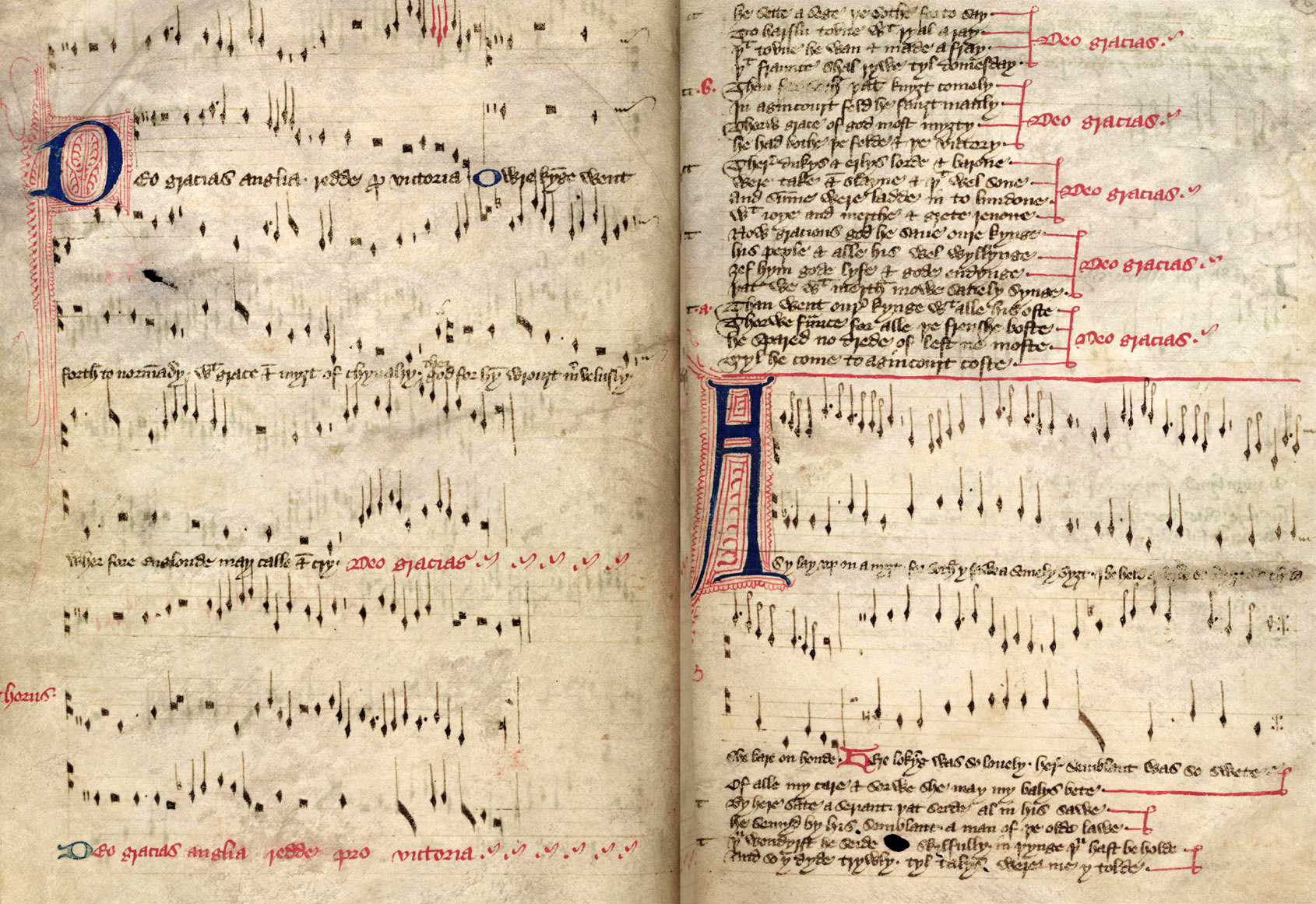
Facsimile of the Selden Carol Book version of the Agincourt Carol (15th century). Oxford, Bodleian Library, Manuscript Archives.

Im Rosenroman wird eine Carole beschrieben, die zwei Mädchen tanzen und die fast dem Rudliebschen Tanz gleich ist: „Sie eilen sich zierlich entgegen, neigen sich, wenn sie einander nahe kommen, eng zusammen, fahren aber rasch wieder hinweg und entfernen sich dann umso weiter voneinander.“
Auch die Bilder zu Heinrich von Stretelingen in der Pariser und der Naglerschen Liederhandschrift weisen auf ein anmutiges Gebärdenspiel und einen Figurenreichtum bei dem Tanz hin.
In dem berühmten französischen Roman von der Rose (763 ff.) wird eine Carole beschrieben, die zwei Mädchen tanzen. Zierlich eilen sie sich entgegen, neigen sich dann zusammen, tanzen aber wieder schnell rückwärts zurück.